# ジョラ族

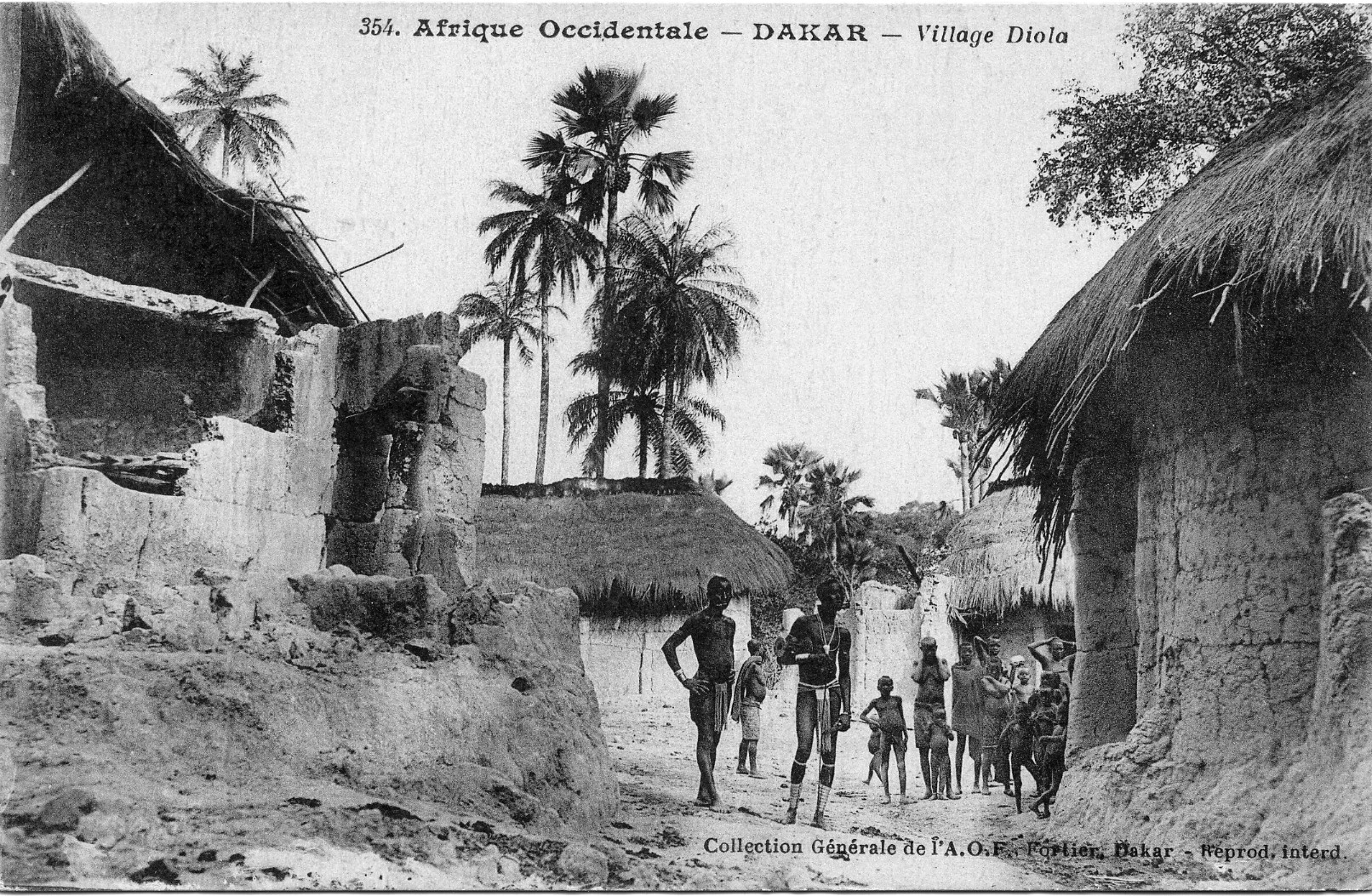
ジョラ族の村

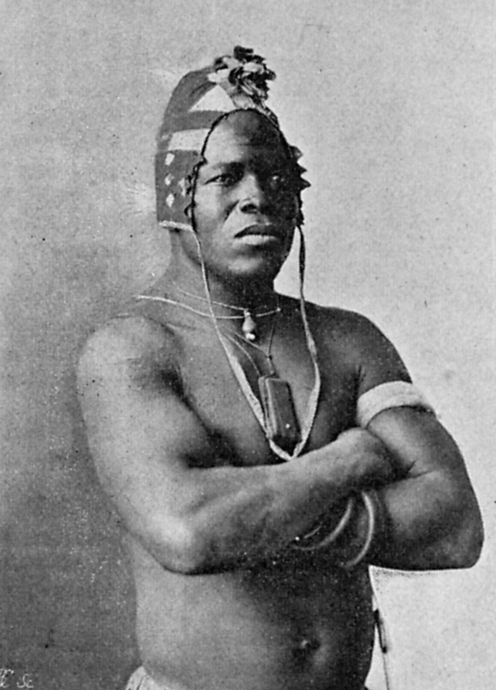
ジョラ族の男性

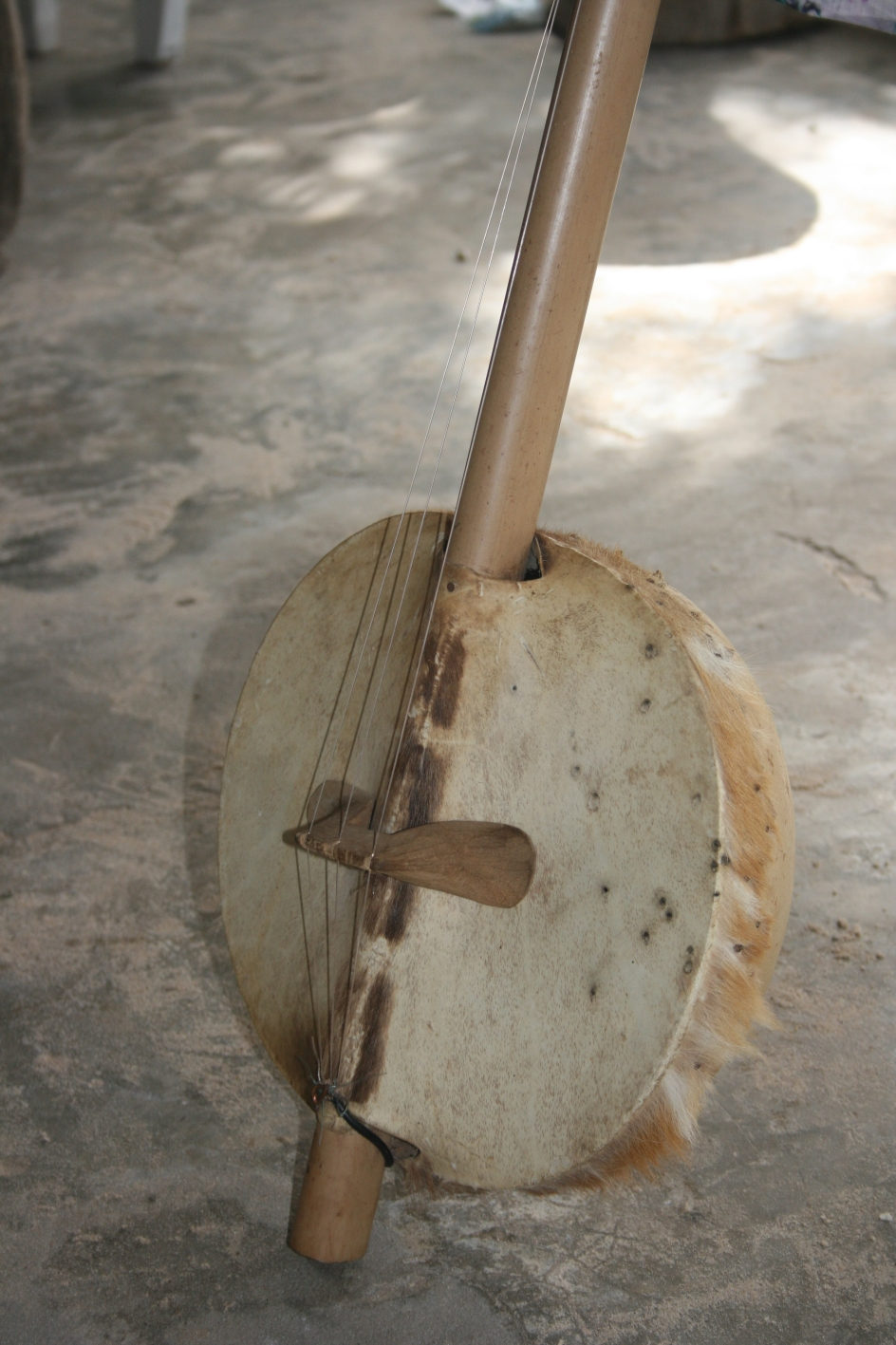
ジョラ族の伝統的な楽器 "エコンティング"

ジョラ族 (Diola) は、セネガル、ガンビア、ギニアビサウで生活する民族。
セネガルのカザマンス地方が中心地。

## 文化
ジョラ族は、ガンビア川やカザマンス川流域で稲作を行うことで知られている。

### 言語
ジョラ族の言語はジョラ諸語である。ジョラ諸語には多くの方言がある。
- バンジャール (Banjaal) ：カザマンス川南部の限られた地域の方言
- バヨ (Bayot) ：ジガンショール周辺の方言
- エジャマ (Ejamat) ：ウスイ（フランス語版）（ウスイ県）南部のわずかな地域の方言
- フォニイ (Fonyi) ：ビニョナ（英語版）（ビニョナ県）周辺の方言
- ギュシレ (Gusilay) ：ティオン・エシル村の方言
- カロン (Karon) ： ジュルル（フランス語版）南部の方言
- カザ (Kasa) ： ウスイ（フランス語版）（ウスイ県）周辺の方言
- クワテ (Kuwatay) ： カザマンス川南岸地域の方言
- ンロンプ (Mlomp) ： ンロンプ村の方言

### 宗教
多くがカトリックもしくはアニミズムであるが、イスラム教徒もいる。